# プタリン駅
プタリン駅（プタリンえき、マレー語:Stesen Petaling）はマレーシアのクアラルンプールにある、マレー鉄道の駅。
当駅に乗り入れている路線は、線路名称上はポート・クラン支線であるが、運転系統上はKTMコミューターのポート・クラン線として案内される。

## 歴史
- 1886年9月15日 - 駅開業。（クアラ・ルンプール - （ポート・クラン分岐点） - スンガイ・クラン間開業による。）
- 1995年8月28日 - KTMコミューター スントゥル - シャー・アラム間運行開始。

## 駅構造
単式ホーム1面1線、島式ホーム1面2線をもつ地上駅である。ホームに面した上下線の間に中線が1本ある。駅舎（本屋）は南側にあり、下りホームに面している。上りホームとは構内の跨線橋で結ばれている。なお、北側にも駅入口があり橋上に改札口がある。
| 1 | 2 ポート・クラン線（下り） | スバン・ジャヤ、ポート・クラン方面   |
| 2 | 2 ポート・クラン線（上り） | KLセントラル、タンジュン・マリム方面 |
| 3 | 2 ポート・クラン線（上り） | KLセントラル、タンジュン・マリム方面 |

## 駅周辺
- 新パンタイ高速道路（英語版）
- クラン川

## 隣の駅
マレー鉄道
2 ポート・クラン線
パンタイ・ダラム駅 (KD03) - プタリン駅 (KD04) - ジャラン・トゥンプラー駅 (KD05)